# 율리 (웹툰)
《율리》는 돌배 작가가 네이버 만화에서 매주 토요일에 연재하는 대한민국의 웹툰이다.
2021년 2월 19일부터 네이버 웹툰에서 연재를 시작하여, 2021년 11월 26일에 1부 완결되어 현재 휴재 중이다.
네이버 시리즈에서는 2021년 2월 18일부터 연재를 시작하여 2021년 10월 22일에 1부 완결되어 현재 휴재 중이다.

## 작가
돌배
본명은 장혜원.
전반적으로 작가가 그린 작품들의 특징은 부드러운 색감과 부드러우면서 다양한 외모, 체형을 소화하는 화풍이라고 할 수 있다.
2011년 6월 12일 네이버 베스트 도전에 샌프란시스코 화랑관을 연재하다 2013년 11월 6일 네이버 웹툰에서 정식 연재하면서 데뷔하였다.
2017년 2월 2일 2017 사이다를 부탁해! 15화 회색 숲의 사회인 k씨가 실렸다.
2017년 3월 1일부터 네이버 웹툰에서 계룡선녀전을 연재하였고, 같은 해 9월 6일 저스툰에서 헤어진 다음날, 달리기를 연재했다.
2017년 9월 2일부터 10일까지 9일간 한경찰 작가와 함께 홍대 인근 까페 위안에서 '웹툰작가 찰과 돌의 첫번째 콜라보 전시회, 계룡핑거스전'으로 전시회를 열었다.
2019년 10월 8일 서울특별시의회 브랜드 웹툰인 남산선녀전을 연재하였으며, 2021년 2월 19일 율리로 복귀하였다.
개인 블로그 보관됨 2022-05-21 - 웨이백 머신
개인 인스타그램

## 개요
샌프란시스코 화랑관, 2017 사이다를 부탁해! - 15화, 계룡선녀전, 헤어진 다음날, 달리기, 남산선녀전(서울특별시의회의 브랜드 웹툰) 돌배 작가의 차기작.
네이버 웹툰에서 2021년 2월 19일부터 약 8개월 동안 토요일 웹툰으로 1부가 연재되었다.
네이버 시리즈에서는 2021년 2월 18일부터 약 8개월 동안 1부가 연재되었다.
장르는 드라마 + 동양계 판타지. 티베트를 모티브로 한 가상의 중세 국가 '함백'에서 일어나는 이야기이다.

## 줄거리
```
신의 사원의 대도서관 관장인 쿠무치는 한 노예시장에서 율리라는 이름의 아이를 데려온다. 사원의 일꾼 대신 율리에게 맡겨진 임무는 이웃나라로 함께 가서 사원의 지도자인 '하늘스승'의 후계자를 찾아 데려오는 것이다. 쿠무치와 율리는 신의 사원을 나와 동쪽으로 떠나는 먼 길을 떠난다. 두 사람은 여행길에 여러 다양한 사람들을 만나고 여러 나라를 거쳐 여행한다. 그리고 그들은 드디어 찾고 있었던 '작은하늘스승'을 만나게 된다.
```

-1부
- 1화 고원의 노예시장
- 2화 신의 사원
- 3화 신의 도서관
- 4화 낙타를 찾으러 가야 하나
- 5화 사원 밖으로
- 6화 지도 제작자
- 7화 닝기 미히라
- 9화 국경마을 울카라
- 10화 수상한 용병장
- 11화 바투쿠의 마을
- 12화 리 소로칸
- 13화 니마로 가는 길
- 14화 나한드라 왕
- 15화 바투쿠의 신부
- 16화 검은 소금 사막 초입부
- 17화 두 번 변성
- 18화 검은 소금 사막
- 19화 나한드라의 왕자
- 20화 강가의 자본가
- 21화 세이케이 한라
- 22화~30화 강가에서1~9
- 31화 혼자가 된 율리
- 32화 소로칸과 미히라
- 33화 다시 아즈막으로
- 34화~36화 아즈막 왕궁에서1~3
- 37화~39화 왕궁을 나와서1~3
- 40화~41화 변성1~2

1부 완결

## 등장인물

### 함백

#### 신의 사원
- 율리

작품의 주인공이다.함족의 미성 청소년으로 노각나무 일족의 마지막 혈통인 어머니와 헤어진 후 여러 곳을 전전하며 살았다. 그래서인지 생활력과 청소 실력이 좋다. 쿠무치 덕에 사원에 고용되었다. 사원 시종을 하던 중 쿠무치와 함께 나한드라에 인질로 간 작은하늘스승을 함백까지 도로 데리고 오기 위해 여정을 시작하게 된다.
어렸을 적 율리의 어머니는 상태가 안 좋은 율리를 데리고 신의 사원을 가서 도움을 받았다. 그리고 현재의 작은하늘스승과 다른 여러 아이들과 함께 작은하늘스승을 뽑는 시험을 치르게 되고 율리 쪽이 죽는 것으로 정해지자 율리의 어머니가 이를 눈치채고 율리를 데리고 도망쳤었다. 그 이후 떠돌다 쿠무치와 동행하게 된 것이다.
쿠무치로부터 어머니가 죽은 사실을 알게 된 뒤 실망하여 상열이와 함께 바즈라막으로 가게 되는데 여행 도중 아랫배가 계속 아파오다가 34화에서 위기에 처한 쿠무치를 구하기 위해 아즈막 왕궁으로 오는데 여성으로 변성한 모습이 나온다. 35화에서는 변성한 것이 아니라 쿠무치 눈에 순간적으로 그렇게 보였을 뿐이라는 것이 나온다.
현재로서는 변성이 완벽하지 않은데 남성으로 변성하다 여성으로 변성하고 다시 미성으로 돌아가는 등 여러가지로 혼란스러운 상황에 처해 있다.
- 쿠무치

백족의 생존자로 신의 도서관 관장이다.  그의 연회색 머리칼을 보고 율리가 백족이라는걸 알아챘으므로 이는 백족의 특징으로 보인다. 야행성인 민족특성 탓에 알이 새카만 안경을 끼고 다닌다. 박식하지만 생활력과 생존력이 부실한 캐릭터이다. 신의 도서관 밖의 길가에서 노을을 보고 불을 붉히며 감상에 빠지는 모습이 나온다. 한 번도 나가본 적이 없는만큼, 또 밖의 세계를 궁금했던만큼 밖의 풍경에 대한 감흥이 매우 큰 것으로 보인다. 닝기씨족의 지도 제작자 닝기 미하라가 쿠무치가 가진 지도를 틀렸다고 하자 신의 도서관이 지도였다는걸 근거로 해서 강하게 부정하는 모습을 보여줌으로 신의 도서관에 있는 지식을 맹신하는 것으로 보인다. 한편으로는 본인과 스승의 일에 대한 믿음이라고도 볼 수 있다. 쿠무치도 과거 작은하늘스승 선발시험에 참여한 사원 측 사람들 중 하나로 후보 중 하나였던 율리를 알고 있었다. 노예시장에서 율리를 데려온 것도 쿠무치가 율리를 다시 봤을 때 작은하늘스승 선발식에서 나올법한 담린과 사사라 이야기를 노래로 부르고 있었기 때문이다. 율리를 사원으로 데려온 후 율리가 그때 선발식에서 죽어야 했지만 살아남은 아이라는걸 율리와의 대화를 통해 알아내지만 이를 숨겨주기 위해 함께 몰래 여행을 떠나게 된 것이다. 35화에서 율리와 함께 도망치다가 한 병사에 의해 머리카락이 잘린다.

- 눌미라

율리와 함께 함족 출신으로 신의 도서관의 수행자. 쿠무치와 같이 다니며 쿠무치를 보좌하는 역할도 맡고 있다. 다만 쿠무치가 율리와 함께 작은하늘스승을 찾으러 갈 땐 사원에 남게 되었다.
- 담린

함백고원 내에서 선지자로 칭송받는 인물. 초대 하늘스승.
- 사사라

담린의 친구이자 낙타라 불린 흰 발바닥의 하얀 눈사자.
- 큰하늘스승

함백의 종교적 지도자. 작중 큰하늘스승이라 불리는사람은 현재의 큰하늘스승으로 나이가 많은 노인이다. 과거 백족이 멸족당할 무렵의 어린 쿠무치를 거둬 신의 사원에서 생존하게 해준 은인. 현재 몸상태가 좋지 않아 결국 몸져누웠다. 덕분에 자리를 이어받을 후계자, 작은하늘스승이 필요한 상태이지만 작은하늘스승은 타국에 인질로 잡혀있기에 쿠무치와 율리가 큰하늘스승의 자리를 이어받을 현 작은하늘스승을 데리러 나한드라까지 떠나게 되는 원인을 제공하였다.
과거 율리와 현 작은하늘스승이 아직 작은하늘스승 후보일 무렵 큰달과 대화를 나누는 장면이 잠시 나온다. 큰달은 후보 둘 중 노각나무씨를 노골적으로 처리하려고 했지만 큰하늘스승은 딱히 그런 의사를 보이진 않았다. 그리고 최근회에서 세상을 떠났다.
- 작은하늘스승

율리가 본 의문의 아이.
작은하늘스승은 진짜 이름이 아니라 일종의 칭호로 현재 함백의 종교적 우두머리 '큰하늘스승'의 후계자를 부르는 칭호이다. 현재는 나한드라에 인질로 잡혀있다. 어린시절 율리에게 낙타라고 불렸다. 부모님은 이미 적색 침묵으로 인해 모두 돌아가셨다.
작중 어릴 적 율리와 함께 작은하늘스승을 뽑는 최종선발시험의 두 후보 중 하나였으며, 율리에게 얼굴을 한 번 보여준 적이 있다. 덕분에 율리는 작은하늘스승의 얼굴을 아는 아이가 되었고, 쿠무치는 그 당시 율리를 알고 있었기에 작은하늘승승을 찾을만한 역할로 여겨 율리를 자기 곁에 두고 함께 여정을 시작한 것이다.
- 큰달

함백의 정치적 지도자.
나이 많은 노인인 큰하늘스승과 달리 상대적으로 외관이 젊어 청년에 가까운 나잇대로 보이는 사람이다. 후계자로 '작은달'을 두고 있다. 과거 작은하늘스승을 선발하는 시험에서 율리와 후보 시절 작은하늘스승만 남자 노각나무씨(율리)를 처리하고 작은하늘스승을 후계자로 만들려고 했다. 다만 율리의 어머니가 이를 눈치채고 율리를 데리고 도주하여 율리는 죽지 않았다. 본인은 노각나무씨이자 당시 후보였던 율리가 살아있는줄 몰랐으나, 쿠무치가 작은하늘승승을 찾는 여정에서 율리만을 데리고 몰래 떠나는걸 보고 자길 속였다면서 이를 눈치챈다. 호위무사인 궁수가 하나 있는데 모든 무인은 들어갈 자격이 없는 신의 사원에 예외로 둔 특이케이스라고 한다.
- 궁수

큰달과 동행하는 활잡이 무사. 과거 율리의 어머니 키자를 죽였다.
모든 무인은 들어갈 자격이 없는 신의 사원 내에서 특별 허가된 인물로 노각나무 모자가 상위 경전의 내용을 알게 되었단 걸 깨달은 큰달의 명을 받아 두 사람을 죽이려 했다.
- 작은달

큰달 밑에서 정치적 후계자로써 있는 청소년으로 이름은 카이카이.
큰달에게 쿠무치 일행의 뒤를 밟고 그들이 임무를 제대로 수행하는지 보라는 명을 받아 사원 밖으로 나갔다. 그러나 나한드라 쪽에 도착했을 때 쿠무치 일행이 벌린 일의 책임을 졸지에 받아내야 하는 입장이 되었다. 또래 미성들에 비해 변성이 빨리 온 케이스이다.
- 상열, 호열

쿠무치와 율리가 신의 사원 밖을 떠날 때 타고가게 된 낙타들.
상열이는 밝은 연노랑색 낙타, 호열이는 회색의 낙타다.

### 나한드라

#### 바투쿠
- 리 소로칸

니한드라 전쟁에 병합된 바투쿠의 어린 지도자. 감옥에 옥살이하다가 예고 없이 여성으로 변성하여 몸상태가 좋지 못하다.
나한드라 왕은 그녀를 자기 아들인 나한드라의 왕자와 결혼시켜서 바투쿠를 완전히 나한드라에 흡수시키려 하고 있다. 물론 바투쿠 독립을 원하는 리 소로칸은 이걸 거부하는 상태이다. 끌려가는 상황에서도 흰 천을 가마 밖으로 내걸어 바투쿠인들에게 자기 처지를 알리려는 등 노력한다. 한편 자기를 호송하게 된 쿠무치와 율리에게 바투쿠와 자기 처지를 어필하며 자길 풀어달라 호소중이지만, 쿠무치 일행은 나한드라 왕자를 통해 만나야하는 작은하늘스승이 더 중요해 쉽게 그녀의 요구를 들어줄 수 없는 상황이다.
본인은 적국의 왕족과 억지로 혼인하게 되어서 여성으로 변한 자기 처지를 한탄하고 있다. 그런데 최근회에서 남자로 다시 변성한다. 두 번의 변성은 매우 드물다고 한다. 남자로 변성 후 바투쿠 세력에 의해 탈출에 성공하였다. 

#### 나한드라 왕실
- 우쿠우쿠 왕

강대국 나한드라의 왕. 머리숱과 수염이 풍성하고 거침 노습의 남성이다. 단순무식해 보이지만 정치적인 감각이 좋은 편이다. 함백에서 보낸 작은하늘스승의 인질의 가치를 계산하고 오래 붙잡아두고, 리 소로칸이 여성으로 변성한걸 보고 정지적인 용도로 자기 아들과의 결혼을 강요하는 모습을 보인다.
작중에서 그는 어머니성을 버렸다는 언급이 있다. 또 활발한 정복전쟁으로 나한드라를 대국으로 만드는데 큰 영향을 미쳤다고 한다.
- 테물룬
- 우쿠우쿠 왕의 아들. 나한드라 왕실의 후계자. 전장을 누비던 마초적인 느낌의 아버지와는 달리 살이 많이 쪘으며 수염없이 짙은 눈썹과 모히칸 스타일을 하고 있다. 아버지에게서 느껴지는 포스는 전혀 느껴지지 않으며, 작은하늘스승이 가짜인 것을 들키자 율리 일행을 반역자라고 몰며 씩씩 거리는 등 여러모로 부족하다.

우쿠우쿠 왕의 넷째 아들로 위의 세 형은 태어나고 얼마 지나지 않아 모두 적색 침묵에 걸려 죽었다. 그가 태어나고 2년이 지나지 않아 어머니인 나한드라 왕비는 마음의 병으로 유명을 달리하였다. 용맹한 아버지와는 달리 상당히 심약한 성격으로 아버지의 후광에 두려움과 경외를 느끼는 중이다.

#### 그 외 인물
- 세이케이 한라

갈색 피부에 자주빛 머리, 파란 옷차림을 지닌 미성 성인. 등장 당싱 우쿠우쿠 왕자를 보필중이었으며 강가의 세이케이라고도 불리는 유명한 자본가이다. 대자본가답게 나한드라 군대의 4할이 그의 소유이다.
신의 사원 출신인 쿠무치와의 연줄을 이용하여 신의 사원과 거래하려는 목적으로 율리 일행을 돕는다.
그는 함백으로 들어가는 통행 허가증, 큰달과 직접 만날 수 있는 알현권, 그리고 신의 사원에 드나들 수 있는 자격을 대가로 작은하늘스승에 대해 세이케이 본인이 아는 것과 작은하늘스승이 있는 곳까지의 지도, 길잡이, 여행비를 대겠다고 하였다.
- 나한드라 왕자의 궁의 백족인들

쿠무이 이후에 처음 나온 생존한 백족인들. 그들은 쿠무치와 달리 모두 머리가 짧고 말도 제대로 못하며 돌아다니는 일부를 제외하고는 감옥에 갇혀있는 비참한 몰골을 하였다. 나한드라는 백족 멸망 이전에 백족인들을 어느 정도 확보하였고 근친상간의 방식으로 백족인들의 혈통을 보존해왔다. 백족의 지성이 발달하는걸 막기 위해 머리칼도 주기적으로 잘라 짧게 유지하였다. 그 결과 나한드라 왕실에서 확보한 백족친들의 근친상간의 부작용과 머리가 잘린 부작용으로 기형에 저지능적인 모습들을 주로 보인다. 이 진상을 아는 세이케이 한라의 말에 따르면 나한드라 왕실이 순수하고 기형도 아닌 백족의 쿠무치를 노리고 있다고 한다.
쿠무치는 다 죽은줄만 알았던 같은 민족 사람들이 그렇게 된 것을 보고 분노하였으나, 그들을 구해줄 수단이 당장에 존재하지 않았다. 쿠무치는 일단 그들을 뒤로하고 세이케이 한라의 도움을 얻어 우쿠우쿠 왕자의 궁에서 떠난다.

#### 무소속
- 닝기 미히라

닝기씨족 소속의 붉은 머리 여성. 지도 제작자이자 중앙아시아풍 복장을 한 쿠무치, 율리와 달리 치파오와 가까운 복장을 했다.
다부진 인상과 거구에 더해 힘이 강하며 도적들에게 짐을 도둑맞은 쿠무치와 율리를 도와주었다. 쿠무치가 믿고 있는 신의 사원의 지도가 잘못되었다는 것을 알려준 인물. 율리는 그녀와 동행하려는 의사를 보인다. 본인은 쿠무치 일행과 같이가면 나한드라까지 갈 수 있음을 알고 동행인이 된 상태이다. 떠나기 전 순례자들에게 길을 잃지 말라는 의미에서 신의 사원으로 가는 펫말을 나무 위에 걸어놓았다.
과거회상에서 칼을 들고 훈련하는 것과 신과 종교라는 미명 하에 적으로 간주되는 이들을 인간 취급하지 않고 죽이는 교육을 받아왔다는게 나온다. 나중에 그녀와 외모가 달ㅁ은 동료와 진지한 분위기로 눈 내린 숲 속에서 함께 있는 회상이 나오는데 동료와의 대화 중에 '신의 이름으로 남을 해치는데 그 신이 우리의 신이라고 말할 수 있나?'라는 구절이 나온다.
한동안 율리 일행과 동행하다 중간에 헤어지게 되고, 이후 사막 한가운데서 기진맥진한 리 소로칸 일행과 만나 그들의 길잡이가 된다.
- 테르무친

율리가 예전에 일했던 어떤 용병단의 대장. 한쪽 눈에 흉터가 있다. 율리와의 회상에 의하면 의외로 성격이 좋고 어린 율리에게도 잘 대해준 사람으로 나온다. 현재 옥살이를 하다 나한드라 왕의 의뢰를 받고 바투쿠의 지도자 리 소로칸 호위역으로 발탁되어 일하게 되었다. 리 소로칸을 호위하며 가야할 곳에 율리와 쿠무치가 만나야 하는 작은하늘스승에 대한 단서를 쥔 인물(나한드라 왕자)이 있어 새로이 일행이 되었다.

## 설정
- 함백

티베트를 모델로 한 가상의 국가로 세계의 지붕이라 불린다. 현재는 전쟁과 전염병으로 대부분의 젊은이가 죽거나 포로로 잡히고 살아남아도 부상 때문에 멀쩡한 젊은이는 보기 힘든 상황이다. 종교 지도자인 하늘스승과 정치 지도자인 달이 수장으로 활동하는 정교분리 국가이다.
- 나한드라

현 작은하늘스승이 인질로 있는 왕국. 율리는 어린시절 이 나라의 용병장 테르무진의 밑에서 일한 적이 있다. 어머니성을 물려받는 것이 아닌 선대를 죽인 자가 후대 왕이 된다.
- 신의 사원

함백 내 가장 큰 사원
- 신의 도서관

신의 사원 내 도서관. 세상 모든 지식이 있다고 한다.
- 하늘스승

함백 사람들이 존경하는 수행자이자 종교 지도자. 현임인 큰하늘스승과 후계자인 작은하늘스승으로 나뉘며 둘 다 담린의 환생으로 나온다. 작중에서 현큰하늘스승이 죽게 되어 주인공들은 이 수행자의 환생을 찾아나서게 된다. 작은하늘스승의 경우, 원칙적으로 미성년 어린이를 뽑는 게 원칙이다.
- 달

함백 내 정치적 지도자. 현임인 큰달과 후임인 작은 달로 나뉜다. 어린이를 뽑는 하늘스승과 달리 작은 달은 보통 변성기가 온 남성 청소년을 후임으로 삼아 교육한다.
- 함보름의 날

하늘스승의 후계자를 정하는 함백의 의식. 각국의 미성년 어린이를 소집하여 사원의 경을 읊게 한다. 작중에서는 율리와 낙타라 불린 아이가 최종결정에 올랐으며 최종적으로 낙타라 불린 아이가 하늘스승 담린의 환생으로 결정된다.
- 백족

쿠무치가 속한 일족. 하얀 머리색이 특징. 야행성이라 낮에는 앞을 볼 수 없다. 함백의 땅을 함족과 공유하고 살았지만 함족에 의해 멸족당했다. 사람을 홀린다는 미신이 있다고 한다. 머리카락 하나하나에 신경이 뻗어 있어 자르면 엄청난 고통을 받고, 기억과 지성을 잃게 된다. 그런데 나한드라 왕자가 백족 사람을 하나 데리고 있다.
- 함족

율리가 속한 일족. 함백 내에서 가장 오래된 일족이다. 함백의 땅을 백족과 공유하고 살았지만 전쟁 끝에 함족은 백족을 멸족시키고 함백의 주인이 되었다.
- 노각나무 일족

함백의 함족 내에서 가장 오래된 가문. 모계 씨족으로 여성들의 이름이 주로 올라간다. 작중에는 율리의 어머니 키자를 마지막으로 여성 혈족이 없어 대가 끊긴 상태이다.
- 미성년

성별이 정해지지 않은 어린아이 시기를 일컫는다. 율리 세계관의 사람들은 이 시기를 거쳐서 남성이나 여성으로 성별이 확실하게 정해지는 것으로 보인다. 변성의 경계가 희미해 신체와 정신의 성별이 일치하지 않는 경우도 있다. 매우 드물긴 하지만 두 번 변성하는 경우, 평생 미성으로 사는 경우, 두 성 모두를 간직하는 경우도 있는 듯 하다.
- 어머니성

작중에서 종종 언급되는 설정. 어머니성을 물려받는다는 말이 간간히 나오는 걸로 봐서 해당 세계관은 모계이름/모계성을 어느 정도 중시함을 알 수 있다. 나한드라 왕족은 여기서 예외로 부모 중 어느쪽의 성도 물려받지 않고 선대를 죽인 자가 후대 왕이 된다.
- 적색 침묵

전 세계를 강타한 무서운 전염병. 붉고 큰 반점이 사람 몸을 여기저기 뒤덮는 등 상당히 뚜렷하고 큰 흔적을 몸에 남긴다. 이것 때문에 많은 사람들이 죽어나갔다.
- 말

낙타처럼 쓰이는 개같이 생긴 짐승들. 무늬는 흑구(네눈박이), 셰퍼드, 도베르만 등에서 보여지는 블랙탄 무늬와 어두운 갈색무늬 등 낙타에 비해 상대적으로 무늬가 어둡다. 나한드라 정규군이 이들을 타고 싸우는게 나왔다. 낙타처럼 탈것을 끄는 역할도 맡는 듯하다. 강가족 사람들이 매우 좋아하는데 낙타보다 충성스럽고 지구력이 강해 장거리 이동에 유용하다고 한다.
- 하늘신 자매

함백 내 신화에 내려오는 태양과 달 중 달 자매를 얘기한다. 언니 달과 동생 달로 구성되어있다. 함백 사람들은 언니 달을 사랑한 목동 남갈 얘기를 주 이야기로 삼고 있다.
1. ↑  “율리”. 2022년 5월 21일에 확인함.
2. ↑  “율리”. 2022년 5월 21일에 확인함.
3. ↑  “율리”. 2022년 5월 21일에 확인함.